# Luciano Figueroa
Luciano Gabriel „Lucho“ Figueroa Herrera (* 19. Mai 1981 in Santa Fe) ist ein ehemaliger argentinischer Fußballspieler italienischer Abstammung.

## Karriere
Der Stürmer begann seine Profikarriere bei Rosario Central in der argentinischen Primera División, wo er zusammen mit César Delgado im Angriff spielte. In der Clausura 2002/03 wurde er mit 17 Treffern Torschützenkönig. Im letzten Spiel der Saison, dem 7:2-Sieg gegen die Boca Juniors, schoss er fünf Tore.
Anschließend wechselte Figueroa für 2,5 Millionen Pfund zu Birmingham City in die englische Premier League. In Birmingham konnte er allerdings nicht an seine vorhergehenden Leistungen anknüpfen. Auf Empfehlung seines ehemaligen Sturmpartners Delgado wurde er daraufhin vom mexikanischen Erstligisten Cruz Azul engagiert. Dort fand er zu alter Form zurück und erzielte 2004 in 34 Spielen 21 Tore.
Seine hohe Trefferausbeute führte dazu, dass er im November 2004 für 2,1 Millionen Pfund vom FC Villarreal unter Vertrag genommen wurde. Im August 2005, beim 2:1-Sieg über den FC Everton, erzielte Lucho das erste Champions-League-Tor in der Geschichte Villarreals. Im Januar 2006 wechselte er leihweise zu River Plate, wo er sich jedoch nach nur wenigen Spielen verletzte.
Er wurde im Sommer desselben Jahres schließlich überraschend an den CFC Genua in die zweite italienische Liga verkauft. Wegen einer Verletzung konnte Figueroa in seiner ersten Saison kein Spiel für Genua bestreiten. Der Club stieg 2007 als Drittplatzierter in die Serie A auf. Nach 21 Spielen für Genua wurde Figueroa 2008 an die Boca Juniors ausgeliehen. Nach der Leihe kehrte er wieder zurück zum CFC Genua. Dort ging zusammen mit Hernán Crespo und Rodrigo Palacio auf Torejagd. 2010 wechselte Figueroa zurück nach Argentinien und unterschrieb wieder bei seinem ersten Profiverein Rosario Central, ehe er 2011 zum ecuadorianischen Verein CS Emelec ging. Nach einem Intermezzo bei Panathinaikos Athen wechselte Figueroa 2013 nach Malaysia zu Johor FC. Nach einem vorzeitigen Karriereende im Dezember 2015 kehrte er im November 2017 zu Johor FC zurück.

## Nationalmannschaft
Mit der argentinischen Nationalmannschaft nahm er an der Copa América 2004 und am Konföderationen-Pokal 2005 teil. Lucho gehörte zur Mannschaft, die 2004 olympisches Gold gewann. In 15 Einsätzen für Argentinien erzielte er neun Tore.
Anfang März 2006 erlitt Figueroa einen Kreuzbandriss im Knie. Er fiel damit für längere Zeit aus und konnte auch nicht bei der Fußball-Weltmeisterschaft 2006 in Deutschland eingesetzt werden.